# كارما (مسلسل)
كارما (بالكورية: 악연) هو مسلسل جريمة وإثارة كوري جنوبي صدر سنة 2025، من تأليف وإخراج لي إيل هيونغ، وبطولة بارك هاي -سو، وشين مين آه، ولي هي-جون، وكيم سونغ كيون، ولي كوانغ سو، وغونغ سونغيون. المسلسل مقتبس من ويبتون كاكاو تحمل الاسم نفسه للكاتبة تشوي هي سون، وتدور الأحداث حول مجموعة من الأشخاص المتورطين في علاقة مشؤومة غير متوقعة، ينجرفون في صراعات مدمّرة بينما يسعون لتحقيق رغباتهم الخاصة، لينتهي بهم الأمر إلى تدمير بعضهم البعض. عُرض على نتفليكس في 4 أبريل 2025.

## القصة
تدور أحداث القصة حول رجل يُبرم صفقةً لا رجعة فيها بعد أن شهد حادثًا غامضًا، وطبيبة تُعاني من صدمةٍ نفسيةٍ مُزمنةٍ جراء الحادث الذي عاشته في طفولتها، فتلتقي بشخصٍ لم ترغب برؤيته مجددًا، ورجلٍ مُثقلٍ بالديون استثمر في العملات الرقمية المُشفرة باقتراض أموالٍ من مُقرضين خاصين أملًا في تحقيق ربحٍ كبير، لكن انتهى به الأمر مُثقلًا بالديون، ورجلٍ يفقد وظيفته ظلمًا ويقع في فخ سوء الحظ عندما يتلقى طلبًا للحصول على مبلغٍ كبيرٍ من المال. وتبدأ علاقةً فاشلةً تنشأ بينهم، ويدمرون بعضهم البعض سعيًا وراء رغباتهم.

## طاقم التمثيل
- بارك هاي -سو بدور كيم بيوم-جون.[2]
- شين مين آه بدور لي جو يون.[2]
- لي هي-جون بدور بارك جاي يونغ.[2]
- كيم سونغ كيون بدور جانغ غيل ريونغ.[2]
- لي كوانغ سو بدور هان سانغ هون.[2]
- غونغ سونغيون بدور لي يو جونغ.[2]
- كيم نام جيل بدور يون جونغ مين.[3]
- تشو جين وونغ بدور مُقرض المال.

## الإنتاج

### التطوير
في يوليو 2023، أُفيد بأن سلسلة ويبتون كاكاو للكاتبة تشوي هي سون، والتي نشرت عام 2019، ستُحوّل إلى دراما من ست حلقات، ومن إخراج وسيناريو لي إيل هيونغ، الذي أخرج فيلمي المدعي العنيف (2016) وتذكر (2022). وإنتاجه من قبل شركة كاكاو إنترتينمنت بتعاون مع شركاتها التابعة مونلايت فيلم وبارام بيكتشر.

### الطاقم
في أغسطس 2023، أفادت صحيفة ستار نيوز أن كلاً من شين مين آه وبارك هاي -سو سيشاركان في بطولة المسلسل. وردًا على التقرير، صرحت كلتا وكالتي شين وبارك أنهما كانتا تراجعان العرض بشكل إيجابي. وبعد شهر، أكدت نتفليكس طاقم العمل للمسلسل وهم بارك وشين ولي هي-جون وكيم سونغ كيون ولي كوانغ سو وغونغ سونغيون.

## الإطلاق
تم عرض مسلسل كارما حصريًا على نتفليكس في 4 أبريل 2025.

## الاستقبال
| التصنيفات الرسمية لـ نتفليكس              | التصنيفات الرسمية لـ نتفليكس | التصنيفات الرسمية لـ نتفليكس              | التصنيفات الرسمية لـ نتفليكس | التصنيفات الرسمية لـ نتفليكس |
| تاريخ                                     | عالميا                       | ترتيبة مع البرامج غير الناطقة بالإنجليزية | بالساعات                     | المشاهدات                    |
| ----------------------------------------- | ---------------------------- | ----------------------------------------- | ---------------------------- | ---------------------------- |
| 31-03-2025 (الاثنين) ~ 06-04-2025 (الأحد) | 10                           | 5                                         | 19,300,000 ساعة              | 3,600,000م                   |
| 07-04-2025 (الاثنين) ~ 13-04-2025 (الأحد) | 7                            | 2                                         | 25,700,000 ساعة              | 4,800,000م                   |
| إجمالي ساعات المشاهدات                    | 45,000,000 ساعة              | 45,000,000 ساعة                           | 45,000,000 ساعة              | 45,000,000 ساعة              |
| مجموع المشاهدات                           | 8,400,000م                   | 8,400,000م                                | 8,400,000م                   | 8,400,000م                   |

### الاستقبال النقدي
نال مسلسل كارما تقييمات إيجابية من النقاد. على موقع تجميع المراجعات روتن توميتوز، حيث حصل الموسم الأول على نسبة موافقة 83% بناءً على 6 مراجعات، بمتوسط تقييم 7.2/10.
كتب جويل كيلر من موقع ديسيدر: «يتمتع كارما بالقدرة على أن يكون سلسلة رائعة ذات حبكات متشابكة، ولكنه قد يكون أيضًا تمرينًا في الإحباط، اعتمادًا على المدة التي تستغرقها هذه الحبكات حتى تتطور».

## وصلات خارجية
- كارما على موقع IMDb (الإنجليزية)
- كارما على موقع روتن توميتوز (الإنجليزية)
- كارما على موقع نتفليكس (الإنجليزية)
- كارما على موقع فيلمافينيتي (الإسبانية)
- كارما على موقع قاعدة بيانات الفيلم (الإنجليزية)